# Kilampadi
Kilampadi è una suddivisione dell'India, classificata come town panchayat, di 6.345 abitanti, situata nel distretto di Erode, nello stato federato del Tamil Nadu. In base al numero di abitanti la città rientra nella classe V (da 5.000 a 9.999 persone).

## Geografia fisica
La città è situata a 11° 10' 44 N e 77° 51' 17 E.

## Società

### Evoluzione demografica
Al censimento del 2001 la popolazione di Kilampadi assommava a 6.345 persone, delle quali 3.131 maschi e 3.214 femmine. I bambini di età inferiore o uguale ai sei anni assommavano a 472, dei quali 245 maschi e 227 femmine. Infine, coloro che erano in grado di saper almeno leggere e scrivere erano 3.880, dei quali 2.246 maschi e 1.634 femmine.